# Ueddan
Ueddan (in arabo ودان) è una città e oasi della Libia nel deserto del Sahara nel distretto di Giofra.

## Storia
Tra il 13-14 febbraio 1928 Ueddan è riconquistata dagli Italiani guidati dal generale Rodolfo Graziani.
Durante guerra civile libica, forze NATO vi bombardano un deposito di munizioni.  L'8 settembre 2011, la città è sotto il controllo delle forze del CNT.